# Mark Kennedy (futbolista)
Mark Kennedy (Dublín, 15 de mayo de 1976) es un exfutbolista y entrenador irlandés. Jugaba de mediocampista y desde octubre de 2024 está sin equipo tras dirigir al Swindon Town F. C. de Inglaterra.

## Selección nacional
Fue internacional con la selección de fútbol de Irlanda, jugó 34 partidos y anotó cuatro goles.

## Clubes

### Como jugador
| Club                          | País       | Año       |
| ----------------------------- | ---------- | --------- |
| Millwall F. C.                | Inglaterra | 1992-1995 |
| Liverpool F. C.               | Inglaterra | 1995-1998 |
| Queens Park Rangers F. C.     | Inglaterra | 1998      |
| Wimbledon F. C.               | Inglaterra | 1998-1999 |
| Manchester City F. C.         | Inglaterra | 1999-2001 |
| Wolverhampton Wanderers F. C. | Inglaterra | 2001-2005 |
| Crystal Palace F. C.          | Inglaterra | 2005-2008 |
| Cardiff City F. C.            | Gales      | 2008-2010 |
| Ipswich Town F. C.            | Inglaterra | 2010-2012 |

### Como entrenador
| Club                    | País       | Año       |
| ----------------------- | ---------- | --------- |
| Macclesfield Town F. C. | Inglaterra | 2020      |
| Lincoln City F. C.      | Inglaterra | 2022-2023 |
| Swindon Town F. C.      | Inglaterra | 2024      |